# Salon de l'automobile de Los Angeles
Le salon de l’automobile de Los Angeles (Los Angeles Auto Show) est un salon automobile international se déroulant chaque année depuis 1907 au palais des congrès de Los Angeles, États-Unis.

## Éditions

### 2010
- Nissan Ellure Concept

### 2016
Nouveautés
- Alfa Romeo Stelvio
- Mazda CX-5 II
- Mini Countryman II
- Volkswagen Atlas

Restylages
- Volkswagen e-Golf phase 2

Concept-cars
- Jaguar I-Pace Concept
- Lucid Motor Atvus[2]
- Subaru Viziv-7 Concept[3]

### 2017
Du 1er au 10 décembre 2017.
Nouveautés
- Chevrolet Corvette ZR1
- Lincoln Nautilus
- Nissan Kicks
- BMW i8 Roadster
- Subaru Ascent
- Mercedes-Benz CLS
- Hyundai Kona

### 2018
Du 30 novembre au 10 décembre 2018.
Nouveautés
- Bentley Continental GT II Convertible
- BMW M340i Xdrive[4]
- BMW Série 8 II cabriolet
- BMW X7
- Honda Passport
- Honda Civic SI coupé
- Hyundai Palisade[5]
- Jeep Gladiator
- Kia Soul III
- Lincoln Aviator
- Mazda 3 IV
- Mercedes-AMG GT R Pro
- Mini JCW Knights Edition
- Porsche 911 (992)
- Porsche Panamera GTS
- Subaru CrossTrek PHEV[6]

Restylages
- Audi R8 II phase 2
- Chevrolet Suburban XII phase 2
- Nissan Maxima VIII phase 2
- Nissan Murano III phase 2
- Toyota Prius IV phase 2

Concept-cars
- Audi e-tron GT concept
- Rivian R1T concept
- Rivian R1S concept

### 2019
Du 22 novembre au 1er décembre 2019.

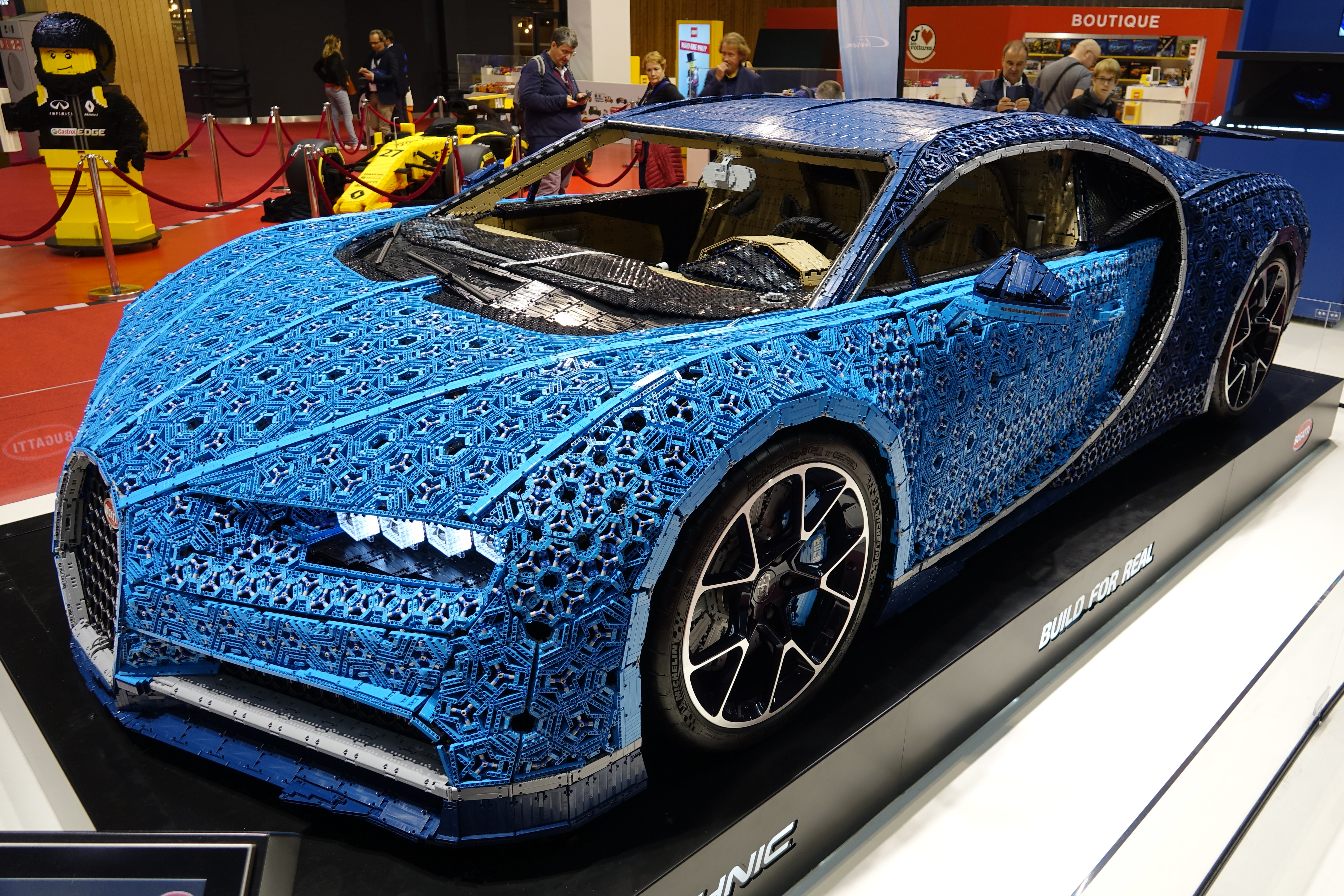
Bugatti Chiron Lego

Le seul constructeur automobile français présent sur place est Bugatti qui expose la Chiron réalisée par le fabricant de jouets Lego à l'échelle 1:1, déjà exposée au Mondial Paris Motor Show 2018.
Nouveautés
- Aston Martin DBX
- Audi e-tron Sportback
- Audi RS6 Avant
- BMW Série 2 Gran Coupé
- BMW M8 & M8 Competition Gran Coupé
- BMW M2 CS
- Buick Encore GX
- Chevrolet Corvette C8 Stingray cabriolet
- Chevrolet Trailblazer
- Kia Seltos
- Lexus LC Cabriolet
- Mercedes GLE 63S AMG[8]
- Mercedes GLS 63 AMG[8]
- Porsche Taycan 4S
- Toyota RAV4 hybride rechargeable[9]

Restylages
- Genesis G90[10]

Concept-cars
- Ford Mach-E concept
- Hyundai Vision T concept[11]
- Karma SC2 Concept
- Vision Mercedes Simplex
- Volkswagen ID. Space Vizzion[12]

### 2020
L'édition 2020 du salon de Los Angeles prévue initialement du 20 au 29 novembre 2020 est reportée au mois de mai 2021 en raison de l'expansion de la pandémie de Covid-19 aux États-Unis.

### 2021
L'édition 2021 est programmée du 21 au 31 mai 2021 puis reportée du 19 au 28 novembre 2021.
Nouveautés
- Chevrolet Corvette Z06
- Fisker Ocean
- Jeep Grand Wagoneer
- Land Rover Range Rover L460
- Porsche 718 Cayman GT4 RS
- Porsche Taycan Sport Turismo GTS
- Toyota bZ4X
- Subaru Solterra
- Vinfast VFe35[14]
- VinFast VF e36

Concept cars
- Edison Future EFT1-T
- Edison Future EFT1-V
- Hyundai Seven Concept[15]
- Kia EV9 Concept[16]
- Mullen Five[17]

### 2022
L'édition 2022 est programmée du 18 au 27 novembre 2022.
Nouveautés
- Subaru Impreza VI[18]
- Toyota Prius V[19]

Concept cars
- Toyota bZ Compact SUV Concept[20].

### 2023
L'édition 2023 se déroule du 17 au 27 novembre 2023.
Nouveautés
- Acura ZDX Type S[21]
- Lexus TX
- Lucid Gravity[22]
- Toyota Camry IX
- Toyota Crown Signia

Restylages
- Volkswagen Atlas phase 2

Concept cars
- Kia EV3 Concept[23]
- Kia EV4 Concept

### 2024
L'édition 2023 se déroule du 22 novembre au 1er décembre 2024.
Nouveautés
- Hyundai Ioniq 9[24]